# Werner Otto Leuenberger
Werner Otto Leuenberger (W.O.L.) (Berna, 21 de diciembre de 1932 - Berna, 11 de abril de 2009), pintor, ilustrador, artista gráfico y escultor suizo. Vive en Berna. 
"Ich nehme alles auf, ich eliminiere nichts, all das geht unter die Haut - und dann muss ich es malen"
(Lo absorbo todo, no eliminó nada, todo va bajo mi piel-y entonces debo pintar)
AA.VV., W.O.L. - Werner Otto Leuenberger, Benteli Verlag, Bern